# 憲法みどり農の連帯
憲法みどり農の連帯（けんぽうみどりのうのれんたい）は、1995年（平成7年）に設立された日本の政治団体。

## 結党
1995年（平成7年）に、社会党の小選挙区制導入に反対した議員が結成した「新党護憲リベラル」から「平和・市民」へと名称変更を図った際に、自社さ連立政権に閣外協力的な立場をとる田英夫・國弘正雄らと反自民党・反新進党の革新路線を堅持する翫正敏らとの路線対立が表面化し、袂を分かった翫が星野安三郎（立正大学名誉教授、憲法・教育法学）らと共に作った護憲新党。翫と星野が共同代表を務めた。また、「青年新党ディスカバリー」として活動していた梅津慎吾や、環境政党「希望」の元活動家など、各地の市民運動、環境保護運動の活動家が参加した。シンボルマークには、スローフード・スローシティ・スローライフ運動と同じくカタツムリが採用された。

## 選挙敗北とその後
1995年（平成7年）の第17回参議院議員通常選挙間近に作ったこともあり、翫ら候補者個人の知名度はあったものの、党名は全く浸透しなかった。前職参議院議員の翫がいたため、公認候補は「一般候補」「準一般候補」としてマスコミでも取り上げられたが、全員落選。とりわけ比例代表での得票は新時代党や教育党の半分以下、日本世直し党や「開星論」のUFO党の得票数をも下回るという惨敗に終わった。以後、選挙への候補者擁立はない。1995年参院選東京都選挙区の公認候補だった尾形憲（法政大学名誉教授、教育経済学、平和学）が共同代表に加わり、その後も護憲と環境保護を謳い活動した。また、翫は後に新社会党でも活動した。